# Base naval de Gadzhievo

Mapa con los emplazamientos de las bases de la Flota del Norte.

La base naval de Gadzhievo es una base de submarinos utilizados por la Flota del Norte de la Armada rusa. Ubicada en la bahía de Saïda , cerca de la ciudad de Gadzhievo, en el Óblast de Murmansk. Las instalaciones de la base incluyen puertos cerca de Gadzhievo ( Bahía de Iagelnaya) y los pueblos de la Bahía de Olenia .

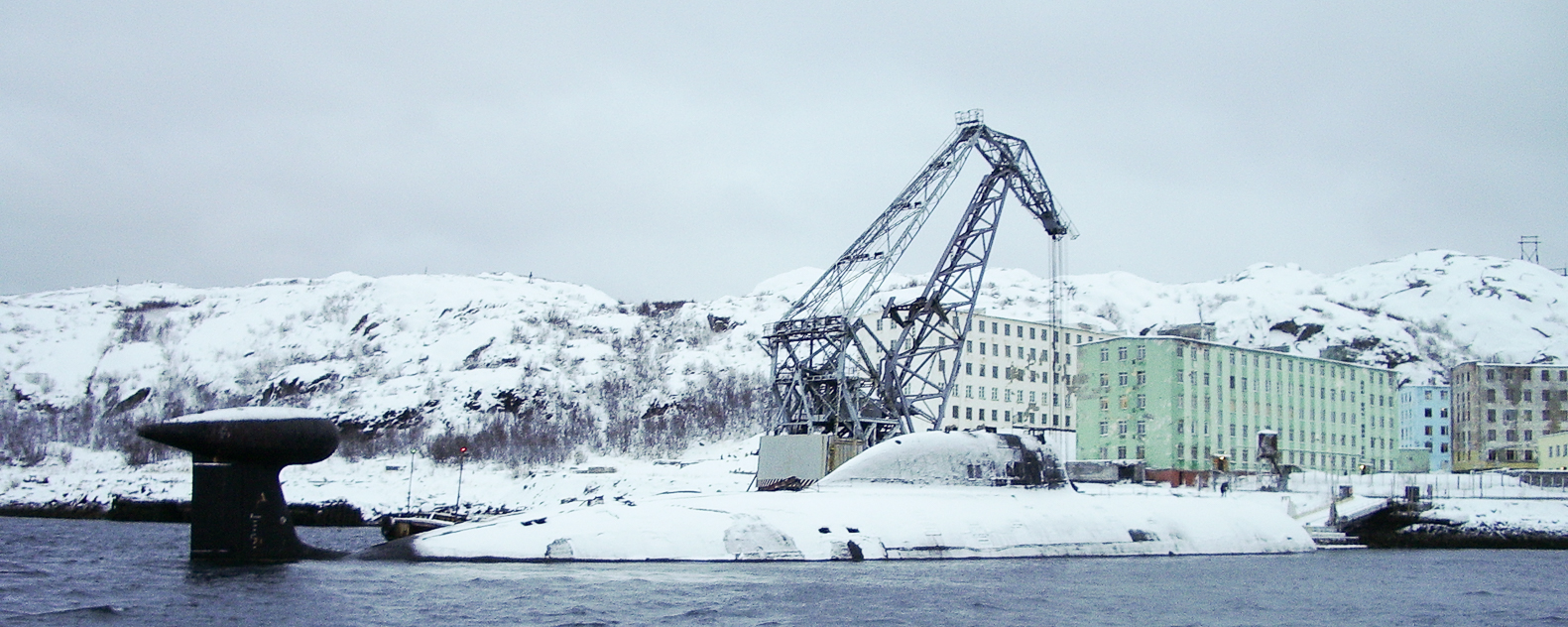
Un submarino proyecto 971 en el muelle de la base naval de Gadzhievo

La base entró en servicio en 1956, sirviendo como base de operaciones de los submarinos diésel de la Flota del Norte. En 1963, los submarinos nucleares también fueron asignados a la base de Gadzhievo, incluyendo en 1986 el submarino soviético K-219. El 21 de septiembre de 1995, se evitó por poco un accidente nuclear. Como el Ministerio de Defensa debía a Колэнерго, KolEnergo, una gran suma de dinero, esta dejó de suministrar electricidad a la base. Posteriormente, el gobierno ruso obligará al proveedor de electricidad a reanudar el suministro.
En 2010, la base de submarinos de Gadzhievo albergaba el 24ª  división de submarinos (submarinos nucleares del Proyecto 971, clase Akula), la 31.ª  división de submarinos, formada por SSBN Proyecto 667BDRM clase Delta IV, perteneciente a la 12.ª  escuadrilla de submarinos y la 29.ª brigada de submarinos especial (submarino utilizado para operaciones especiales) y la 270 º  división de pequeñas naves antisubmarinos. También es la base de almacenamiento de combustible nuclear gastado de los submarinos fuera de servicio. Allí se almacenan residuos radiactivos, 200 m³ de líquido y 2.037 m³ de sólidos. En la bahía adyacente de Sajda hay un cementerio de barcos y se construyó con el apoyo de Alemania, el inventario más grande del mundo de reactores de submarinos nucleares en desuso.